# Centaurea kultiassovii
Centaurea kultiassovii là một loài thực vật có hoa trong họ Cúc. Loài này được Iljin mô tả khoa học đầu tiên năm 1937.